# Squirrel (canal de televisió)
Squirrel és un canal de televisió oberta, propietat de Squirrel Media, que emet a través d'un dels dos canals que la Sociedad Gestora de Televisión Net TV, empresa de la qual Squirrel Media posseeix el 75% del capital social, té en l'àmbit de la Televisió digital terrestre a Espanya. Es tracta d'un canal d'entreteniment, la programació del qual es basa en l'emissió de cinema i sèries, a més de docu-realities i programes de temes nàutics i hípics (aquests dos últims procedents de Nautical Channel i Horse TV, canals temàtics dels quals és propietària Squirrel Media).

## Història
El 27 de novembre de 2024, The Walt Disney Company Iberia va anunciar que, a partir del 7 de gener de 2025, Disney Channel cessaria les seves emissions en TDT i en els operadors de pagament, a causa de la decisió de potenciar el seu servei de streaming Disney+. Inicialment, no es va revelar quin canal el reemplaçaria. No obstant això, a les 00:00 del 7 de gener de 2025, després del cessament de les emissions de Disney Channel, va començar a emetre Squirrel, propietat de Squirrel Media, el tercer operador televisiu a Espanya que, a més, té presència en més de cent països en diverses àrees comunicatives i diversos mitjans com Net TV, BOM Cine, BOM Radio, BOM Channel, Horse TV, Nautical Channel o CanalDeporte. El llançament de Squirrel va incloure una breu promoció que anunciava l'arribada del canal, el contingut del qual se centraria en el cinema. La primera pel·lícula que va transmetre va ser Love Happens.
El 30 de gener de 2025, Orange TV i Vodafone TV van incorporar el canal a la seva oferta bàsica de televisió, de manera que van esdevenir les primeres plataformes de pagament a afegir-lo.
Poc després, a banda de cinema, s'hi van afegir programes de temes nàutics i hípics procedents d'altres canals temàtics de l'empresa Squirrel Media (Nautical Channel i Horse TV). De la mateixa manera, des del 5 de maig de 2025, va començar a emetre sèries com Cuéntame cómo pasó des del principi o programes com Un país para comérselo, ja que són els amos de la productora de la sèrie i el programa (Ganga).

## Programació
Squirrel, disponible a la TDT i a diverses plataformes audiovisuals espanyoles, emet més de deu pel·lícules al dia amb títols nacionals, estatals i internacionals; clàssics i actuals; i de tota mena de gèneres. D'aquesta manera, la proposta de Squirrel reforça l'oferta de cinema en obert a Espanya, un segment on també operen els canals Be Mad, de Mediaset España, i Paramount Network. A més, emet també espais de nàutica i hípica, així com les sèries i programes Cuéntame cómo pasó, Un país para comérselo i Ochéntame otra vez.